# Любарский, Роман Валерьевич
Роман Валерьевич Любарский (род. 16 июля 1980 года, город Арзамас-16, Горьковская область, РСФСР, СССР) — государственный и политический деятель. Депутат Государственной Думы восьмого созыва. Заместитель председателя Комитета Государственной думы VIII созыва по региональной политике и местному самоуправлению. Министр внутренней региональной и муниципальной политики Нижегородской области (2016—2019).
Из-за вторжения России на Украину, находится под международными санкциями Евросоюза, США, Великобритании и ряда других стран

## Биография
Родился Роман Любарский 16 июля 1980 года в городе Арзамас-16, Горьковской области. В 2002 году завершил обучение в Нижегородском государственном педагогическом университете. Трудовую деятельность начал по завершении обучения в ВУЗе. С 2002 по 2004 год трудился в различных коммерческих организациях.
С 2008 по 2009 годы работал в должности главного специалиста, заместителя руководителя и начальника отдела партийного строительства аппарата регионального исполнительного комитета Нижегородского регионального отделения партии «Единая Россия».
С 2009 года продолжил работу заместителем руководителя управления партийного строительства департамента региональной работы аппарата Центрального исполнительного комитета Всероссийской политической партии «Единая Россия». Был заместителем руководителя ЦИК — руководителя управления региональной работы аппарата Центрального исполнительного комитета Всероссийской политической партии «Единая Россия».
С 2012 года стал работать в аппарате полномочного представителя Президента Российской Федерации в Приволжском федеральном округе, где трудился в должности сначала главного советника департамента по вопросам внутренней политики, потом начальника департамента информационно-аналитического и правового обеспечения, а затем федерального инспектора по Республике Мордовия департамента по взаимодействию с органами государственной власти субъектов Российской Федерации и органами местного самоуправления.
4 февраля 2016 года назначен на должность Министра внутренней региональной и муниципальной политики Нижегородской области. Работал до 2019 года, когда был переведён в ЦМК партии «Единая Россия», где занял должность заместителя руководителя центрального исполкома.
На выборах в Государственную Думу VIII созыва, которые прошли в сентябре 2021 года, был включён в региональные списки политической партии «Единая Россия» по Чувашии, Нижегородской и Рязанской области. По итогам выборов получил мандат депутата Государственной Думы VIII созыва. С 12 октября 2021 года приступил к депутатским обязанностям.
Женат. Воспитывает троих детей.